# Marcus Annius Verus (praetor)
Marcus Annius Verus (død 124 e.Kr.) var en romersk politiker, som levede i det 2. århundrede, hvor han havde en rang af praetor. Han var den biologiske far til den senere kejser Marcus Aurelius.
Han var søn af den romerske senator Marcus Annius Verus og Rupilia Faustina. Hans bror var Marcus Annius Libo,  og hans søster var Faustina den ældre, som var gift med kejser Antoninus Pius. Han giftede sig med Domitia Lucilla, arvingen til en rig romersk familie. De fik to børn, Marcus Aurelius (født i 121, som oprindelig var navngivet Marcus Annius Verus), og Annia Cornificia Faustina (født i 123). Annius Verus døde ung, mens han var praetor,og hans børn var små. Det mest sandsynlige dødsårstal er 124.